# Goatwhore
Goatwhore is een Amerikaanse blackeneddeathmetalband, ontstaan in 1997 in New Orleans, Louisiana.

## Biografie
Goatwhore is ontstaan na het opbreken van Sammy Duets oude band, Acid Bath.
Soilent Green zanger L. Ben Falgoust II, gitarist Ben Stout, bassist Patrick Bruders, en drummer Zak Nolan maakten de band compleet, deze groep bracht de demo Serenades to the Tides of Blood uit, maar debuteerde uiteindelijk met The Eclipse of Ages into Black.
Funeral Dirge for the Rotting Sun kwam in 2003 uit, voordat de band zich bij het label Metal Blade aansloot om in 2006 het album A Haunting Curse uit te brengen.

## Line-up
Huidige leden
- Sammy Duet - gitaar, vocals (sinds 1997) (Ritual Killer, Vual, ex-Acid Bath, ex-Crowbar)
- Louis Benjamin Falgoust II - vocals (sinds 1998) (Soilent Green, ex-Paralysis)
- Zack Simmons - drums (sinds 2004) (Nachtmystium, Necro Yeti)
- Robert Coleman - bass (sinds 2017)

Ex-Leden
- Ben Stout - gitaar (1997–2002) (ex-Soilent Green)
- Zak Nolan - drums (1997–2003) (Ritual Killer)
- Patrick Bruders - bass (1997–2004) (Crowbar)
- Tim Holsinger - gitaar (2002–2003) (Psycho Scenario)
- Jared Beniot - vocals (1997)
- Nathan Bergeron - bass (2004–2009) (Scrotesque)
- James Harvey - bass (2009–2017) (Ritual Killer, Rotfest, Aphornon, Driven By Suffering), overleden 26 juli 2023.[1]

## Discografie
| Releasedatum | Titel                              | Label               |
| ------------ | ---------------------------------- | ------------------- |
| 2000         | The Eclipse of Ages into Black     |                     |
| 2003         | Funeral Dirge for the Rotting Sun  | Noise Records       |
| 2006         | A Haunting Curse                   | Metal Blade Records |
| 2009         | Carving out the Eyes of God        | Metal Blade Records |
| 2012         | Blood for the Master               | Metal Blade Records |
| 2014         | Constricting Rage of the Merciless | Metal Blade Records |

## Videografie
- Blood Guilt Eucharist (2003)
- Alchemy Of The Black Sun Cult (2006) - Geregisseerd door David Brodsky - Genomineerd voor MTV2's Headbanger's Ball Best of 2006
- Forever Consumed Oblivion (2007) - Geregisseerd door David Brodsky - Genomineerd voor MTV2's Headbanger's Ball Best of 2007
- Apocalyptic Havoc (2009) - Geregisseerd door David Brodsky